# Contea di Montgomery (Kansas)
La contea di Montgomery (in inglese Montgomery County) è una contea dello Stato del Kansas, negli Stati Uniti. La popolazione al censimento del 2000 era di 36 252 abitanti. Il capoluogo di contea è Independence.